# 勒比尼翁米拉博
勒比尼翁米拉博（法語：Le Bignon-Mirabeau，法語發音：[lə biɲɔ̃ miʁabo]）是法国卢瓦雷省的一个市镇，属于蒙塔日区。

## 地理
勒比尼翁米拉博（48°8'53"N, 2°55'22"E）面积12.83 平方千米，位于法国中央-卢瓦尔河谷大区卢瓦雷省，该省份为法国中北部省份，北起埃松省，西北接厄尔-卢瓦省，西南接卢瓦-谢尔省，南至涅夫勒省和谢尔省，东临约讷省，东北接塞纳-马恩省。
与勒比尼翁米拉博接壤的市镇（或旧市镇、城区）包括：莱-贝特河畔巴尔佐谢、茹伊、舍夫里苏勒比尼翁、加蒂奈地区佩尔、旧罗祖瓦、埃格勒维尔。

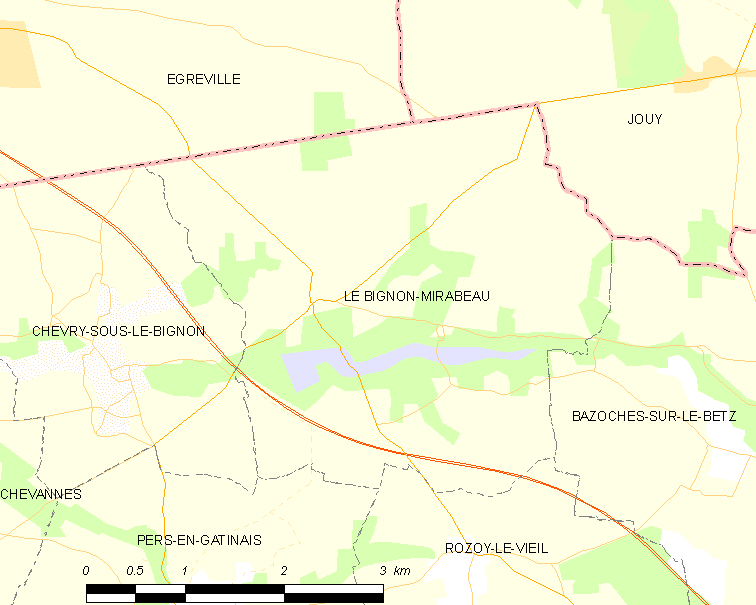
勒比尼翁米拉博的OSM定位图

勒比尼翁米拉博的时区为UTC+01:00、UTC+02:00（夏令时）。

## 行政
勒比尼翁米拉博的邮政编码为45210，INSEE市镇编码为45032。

## 政治
勒比尼翁米拉博所属的省级选区为库特奈县。

## 人口

1962-2008年间勒比尼翁米拉博人口变化图示

勒比尼翁米拉博于2022年1月1日时的人口数量为307人。